# Баллендорф
Баллендорф (нім. Ballendorf) — громада в Німеччині, знаходиться в землі Баден-Вюртемберг. Підпорядковується адміністративному округу Тюбінген. Входить до складу району Альб-Дунай.
Площа — 14,21 км2. Населення становить 642 ос. (станом на 31 грудня 2020).